# 문경 대승사 노주석
문경 대승사 노주석(聞慶 大乘寺 露柱石)은 대한민국 경상북도 문경시 산북면 전두리, 대승사에 있는 조선시대의 조각품이다. 2008년 11월 3일 경상북도의 유형문화재 제407호로 지정되었다.

## 개요
대승사 대웅전 앞에 나란히 놓인 2기의 노주석은 사찰에서 야간에 법회 등의 행사때 주위를 밝히는 석등의 일종이다. 석등보다 선행되는 형식이지만, 고려시대 이전으로 올라가는 노주석은 아직까지 알려진 것이 없으며, 다만 조선시대의 몇몇 예가 영남지역에 남아 있을 뿐이다.
형태는 사각형 지대석을 놓은 뒤, 사각기둥을 한가운데 세우고 그 위에 받침이 있는 화반(花盤)을 올려놓았다. 오랜 세월 사용되면서 화반(花盤) 일부가 금이 간 부분이 있으나 비교적 완형을 유지하고 있으며, 형태가 질박하여 조선시대 불교미술의 아름다움을 잘 보여주고 있다. 더구나 간주(竿柱)에 새겨진 명문(銘文)을 통해 1729년이라는 제작연대와 공인(工人)의 이름을 알 수 있어 불교공예사 연구에 중요한 자료라고 판단되므로 유형문화재(有形文化財)로 지정한다.

## 같이 보기
- 대승사

## 참고 자료
- 문경대승사노주석 - 국가유산청 국가유산포털